# Hoplopheromerus brunnipes
Hoplopheromerus brunnipes là một loài ruồi trong họ Asilidae. Hoplopheromerus brunnipes được Tsacas & Oldroyd miêu tả năm 1967. Loài này phân bố ở miền Ấn Độ - Mã Lai.